# Алексей Троицки
Алексей Трòицки (на руски: Алексей Алексеевич Троицкий) (14 март 1866 – 14 август 1942) е руски и съветски шахматист, считан за един от най-великите изследователи на шахматните ендшпили. От мнозина се счита за един от основателите на съвременния начин на съставяне на шахматни етюди.
Троицки се смята за основател на съвременните шахматни изследвания. Първият му шахматен проблем е отпечатан през 1893 г., а първото му изследване е последвано през 1895 г. Той публикува общо 750 проучвания и 50 задачи (шеговити задачи и ретро-анализи). Има три творчески периода в живота му. 
В началото на своята шахматна композиторска дейност (1895 – 1901) той се занимава с текущи идеи за изучаване (улавяне на фигури, доминиране, включване на фигури, позиционно реми, комбинации от партниращи фигури и позиции без изход, задачи с различни теми), които очертават цялото по-нататъшно развитие на шахматните проучвания. Ранните му творби се характеризират с оригиналност и дълбочина на мисълта.
По време на своя учебен период (1905 – 1917) той разработва основите на теорията на етюда, които са валидни и до днес в шахматната композиция. Той задълбочи разглежданите по-рано теми и разширява тематиката (систематично движение на фигурите, превръщане на пешки в слаби фигури, борба на фигури в различни съчетания, синтез на различни идеи и др.)
В третата фаза на своята работа (1924 – 1942) той усъвършенства темите, по които вече е работил по-рано. Основната заслуга на Троицки е, че той разбира шахматното обучение като част от игра на шах (не само крайната игра). Той ѝ придава жизненост във фигурната игра и естественост във формата. Проучванията на Троицки задават стандарти в играта с множество варианти, безшумни функции, скрити заплахи. Всички тези елементи са органично свързани заедно и подчинени на една цел. През 1928 г. е отличен като първия композитор на шах в СССР със званието „Заслужил артист“ , през 1934 г. става майстор на спорта на СССР по шахматна композиция.
Умира нелепо от глад по време на Втората световна война в обсадения от нацистите Ленинград, а записките му биват унищожени.

## Линия Троицки
|   | a | b | c | d | e | f | g | h |   |
| 8 | черна пешка на черно поле b6 · черна пешка на бяло поле g6 · черна пешка на черно поле c5 · черна пешка на бяло поле f5 · черна пешка на бяло поле a4 · черна пешка на черно поле d4 · черна пешка на бяло поле e4 · черна пешка на черно поле h4 | черна пешка на черно поле b6 · черна пешка на бяло поле g6 · черна пешка на черно поле c5 · черна пешка на бяло поле f5 · черна пешка на бяло поле a4 · черна пешка на черно поле d4 · черна пешка на бяло поле e4 · черна пешка на черно поле h4 | черна пешка на черно поле b6 · черна пешка на бяло поле g6 · черна пешка на черно поле c5 · черна пешка на бяло поле f5 · черна пешка на бяло поле a4 · черна пешка на черно поле d4 · черна пешка на бяло поле e4 · черна пешка на черно поле h4 | черна пешка на черно поле b6 · черна пешка на бяло поле g6 · черна пешка на черно поле c5 · черна пешка на бяло поле f5 · черна пешка на бяло поле a4 · черна пешка на черно поле d4 · черна пешка на бяло поле e4 · черна пешка на черно поле h4 | черна пешка на черно поле b6 · черна пешка на бяло поле g6 · черна пешка на черно поле c5 · черна пешка на бяло поле f5 · черна пешка на бяло поле a4 · черна пешка на черно поле d4 · черна пешка на бяло поле e4 · черна пешка на черно поле h4 | черна пешка на черно поле b6 · черна пешка на бяло поле g6 · черна пешка на черно поле c5 · черна пешка на бяло поле f5 · черна пешка на бяло поле a4 · черна пешка на черно поле d4 · черна пешка на бяло поле e4 · черна пешка на черно поле h4 | черна пешка на черно поле b6 · черна пешка на бяло поле g6 · черна пешка на черно поле c5 · черна пешка на бяло поле f5 · черна пешка на бяло поле a4 · черна пешка на черно поле d4 · черна пешка на бяло поле e4 · черна пешка на черно поле h4 | черна пешка на черно поле b6 · черна пешка на бяло поле g6 · черна пешка на черно поле c5 · черна пешка на бяло поле f5 · черна пешка на бяло поле a4 · черна пешка на черно поле d4 · черна пешка на бяло поле e4 · черна пешка на черно поле h4 | 8 |
| 7 | черна пешка на черно поле b6 · черна пешка на бяло поле g6 · черна пешка на черно поле c5 · черна пешка на бяло поле f5 · черна пешка на бяло поле a4 · черна пешка на черно поле d4 · черна пешка на бяло поле e4 · черна пешка на черно поле h4 | черна пешка на черно поле b6 · черна пешка на бяло поле g6 · черна пешка на черно поле c5 · черна пешка на бяло поле f5 · черна пешка на бяло поле a4 · черна пешка на черно поле d4 · черна пешка на бяло поле e4 · черна пешка на черно поле h4 | черна пешка на черно поле b6 · черна пешка на бяло поле g6 · черна пешка на черно поле c5 · черна пешка на бяло поле f5 · черна пешка на бяло поле a4 · черна пешка на черно поле d4 · черна пешка на бяло поле e4 · черна пешка на черно поле h4 | черна пешка на черно поле b6 · черна пешка на бяло поле g6 · черна пешка на черно поле c5 · черна пешка на бяло поле f5 · черна пешка на бяло поле a4 · черна пешка на черно поле d4 · черна пешка на бяло поле e4 · черна пешка на черно поле h4 | черна пешка на черно поле b6 · черна пешка на бяло поле g6 · черна пешка на черно поле c5 · черна пешка на бяло поле f5 · черна пешка на бяло поле a4 · черна пешка на черно поле d4 · черна пешка на бяло поле e4 · черна пешка на черно поле h4 | черна пешка на черно поле b6 · черна пешка на бяло поле g6 · черна пешка на черно поле c5 · черна пешка на бяло поле f5 · черна пешка на бяло поле a4 · черна пешка на черно поле d4 · черна пешка на бяло поле e4 · черна пешка на черно поле h4 | черна пешка на черно поле b6 · черна пешка на бяло поле g6 · черна пешка на черно поле c5 · черна пешка на бяло поле f5 · черна пешка на бяло поле a4 · черна пешка на черно поле d4 · черна пешка на бяло поле e4 · черна пешка на черно поле h4 | черна пешка на черно поле b6 · черна пешка на бяло поле g6 · черна пешка на черно поле c5 · черна пешка на бяло поле f5 · черна пешка на бяло поле a4 · черна пешка на черно поле d4 · черна пешка на бяло поле e4 · черна пешка на черно поле h4 | 7 |
| 6 | черна пешка на черно поле b6 · черна пешка на бяло поле g6 · черна пешка на черно поле c5 · черна пешка на бяло поле f5 · черна пешка на бяло поле a4 · черна пешка на черно поле d4 · черна пешка на бяло поле e4 · черна пешка на черно поле h4 | черна пешка на черно поле b6 · черна пешка на бяло поле g6 · черна пешка на черно поле c5 · черна пешка на бяло поле f5 · черна пешка на бяло поле a4 · черна пешка на черно поле d4 · черна пешка на бяло поле e4 · черна пешка на черно поле h4 | черна пешка на черно поле b6 · черна пешка на бяло поле g6 · черна пешка на черно поле c5 · черна пешка на бяло поле f5 · черна пешка на бяло поле a4 · черна пешка на черно поле d4 · черна пешка на бяло поле e4 · черна пешка на черно поле h4 | черна пешка на черно поле b6 · черна пешка на бяло поле g6 · черна пешка на черно поле c5 · черна пешка на бяло поле f5 · черна пешка на бяло поле a4 · черна пешка на черно поле d4 · черна пешка на бяло поле e4 · черна пешка на черно поле h4 | черна пешка на черно поле b6 · черна пешка на бяло поле g6 · черна пешка на черно поле c5 · черна пешка на бяло поле f5 · черна пешка на бяло поле a4 · черна пешка на черно поле d4 · черна пешка на бяло поле e4 · черна пешка на черно поле h4 | черна пешка на черно поле b6 · черна пешка на бяло поле g6 · черна пешка на черно поле c5 · черна пешка на бяло поле f5 · черна пешка на бяло поле a4 · черна пешка на черно поле d4 · черна пешка на бяло поле e4 · черна пешка на черно поле h4 | черна пешка на черно поле b6 · черна пешка на бяло поле g6 · черна пешка на черно поле c5 · черна пешка на бяло поле f5 · черна пешка на бяло поле a4 · черна пешка на черно поле d4 · черна пешка на бяло поле e4 · черна пешка на черно поле h4 | черна пешка на черно поле b6 · черна пешка на бяло поле g6 · черна пешка на черно поле c5 · черна пешка на бяло поле f5 · черна пешка на бяло поле a4 · черна пешка на черно поле d4 · черна пешка на бяло поле e4 · черна пешка на черно поле h4 | 6 |
| 5 | черна пешка на черно поле b6 · черна пешка на бяло поле g6 · черна пешка на черно поле c5 · черна пешка на бяло поле f5 · черна пешка на бяло поле a4 · черна пешка на черно поле d4 · черна пешка на бяло поле e4 · черна пешка на черно поле h4 | черна пешка на черно поле b6 · черна пешка на бяло поле g6 · черна пешка на черно поле c5 · черна пешка на бяло поле f5 · черна пешка на бяло поле a4 · черна пешка на черно поле d4 · черна пешка на бяло поле e4 · черна пешка на черно поле h4 | черна пешка на черно поле b6 · черна пешка на бяло поле g6 · черна пешка на черно поле c5 · черна пешка на бяло поле f5 · черна пешка на бяло поле a4 · черна пешка на черно поле d4 · черна пешка на бяло поле e4 · черна пешка на черно поле h4 | черна пешка на черно поле b6 · черна пешка на бяло поле g6 · черна пешка на черно поле c5 · черна пешка на бяло поле f5 · черна пешка на бяло поле a4 · черна пешка на черно поле d4 · черна пешка на бяло поле e4 · черна пешка на черно поле h4 | черна пешка на черно поле b6 · черна пешка на бяло поле g6 · черна пешка на черно поле c5 · черна пешка на бяло поле f5 · черна пешка на бяло поле a4 · черна пешка на черно поле d4 · черна пешка на бяло поле e4 · черна пешка на черно поле h4 | черна пешка на черно поле b6 · черна пешка на бяло поле g6 · черна пешка на черно поле c5 · черна пешка на бяло поле f5 · черна пешка на бяло поле a4 · черна пешка на черно поле d4 · черна пешка на бяло поле e4 · черна пешка на черно поле h4 | черна пешка на черно поле b6 · черна пешка на бяло поле g6 · черна пешка на черно поле c5 · черна пешка на бяло поле f5 · черна пешка на бяло поле a4 · черна пешка на черно поле d4 · черна пешка на бяло поле e4 · черна пешка на черно поле h4 | черна пешка на черно поле b6 · черна пешка на бяло поле g6 · черна пешка на черно поле c5 · черна пешка на бяло поле f5 · черна пешка на бяло поле a4 · черна пешка на черно поле d4 · черна пешка на бяло поле e4 · черна пешка на черно поле h4 | 5 |
| 4 | черна пешка на черно поле b6 · черна пешка на бяло поле g6 · черна пешка на черно поле c5 · черна пешка на бяло поле f5 · черна пешка на бяло поле a4 · черна пешка на черно поле d4 · черна пешка на бяло поле e4 · черна пешка на черно поле h4 | черна пешка на черно поле b6 · черна пешка на бяло поле g6 · черна пешка на черно поле c5 · черна пешка на бяло поле f5 · черна пешка на бяло поле a4 · черна пешка на черно поле d4 · черна пешка на бяло поле e4 · черна пешка на черно поле h4 | черна пешка на черно поле b6 · черна пешка на бяло поле g6 · черна пешка на черно поле c5 · черна пешка на бяло поле f5 · черна пешка на бяло поле a4 · черна пешка на черно поле d4 · черна пешка на бяло поле e4 · черна пешка на черно поле h4 | черна пешка на черно поле b6 · черна пешка на бяло поле g6 · черна пешка на черно поле c5 · черна пешка на бяло поле f5 · черна пешка на бяло поле a4 · черна пешка на черно поле d4 · черна пешка на бяло поле e4 · черна пешка на черно поле h4 | черна пешка на черно поле b6 · черна пешка на бяло поле g6 · черна пешка на черно поле c5 · черна пешка на бяло поле f5 · черна пешка на бяло поле a4 · черна пешка на черно поле d4 · черна пешка на бяло поле e4 · черна пешка на черно поле h4 | черна пешка на черно поле b6 · черна пешка на бяло поле g6 · черна пешка на черно поле c5 · черна пешка на бяло поле f5 · черна пешка на бяло поле a4 · черна пешка на черно поле d4 · черна пешка на бяло поле e4 · черна пешка на черно поле h4 | черна пешка на черно поле b6 · черна пешка на бяло поле g6 · черна пешка на черно поле c5 · черна пешка на бяло поле f5 · черна пешка на бяло поле a4 · черна пешка на черно поле d4 · черна пешка на бяло поле e4 · черна пешка на черно поле h4 | черна пешка на черно поле b6 · черна пешка на бяло поле g6 · черна пешка на черно поле c5 · черна пешка на бяло поле f5 · черна пешка на бяло поле a4 · черна пешка на черно поле d4 · черна пешка на бяло поле e4 · черна пешка на черно поле h4 | 4 |
| 3 | черна пешка на черно поле b6 · черна пешка на бяло поле g6 · черна пешка на черно поле c5 · черна пешка на бяло поле f5 · черна пешка на бяло поле a4 · черна пешка на черно поле d4 · черна пешка на бяло поле e4 · черна пешка на черно поле h4 | черна пешка на черно поле b6 · черна пешка на бяло поле g6 · черна пешка на черно поле c5 · черна пешка на бяло поле f5 · черна пешка на бяло поле a4 · черна пешка на черно поле d4 · черна пешка на бяло поле e4 · черна пешка на черно поле h4 | черна пешка на черно поле b6 · черна пешка на бяло поле g6 · черна пешка на черно поле c5 · черна пешка на бяло поле f5 · черна пешка на бяло поле a4 · черна пешка на черно поле d4 · черна пешка на бяло поле e4 · черна пешка на черно поле h4 | черна пешка на черно поле b6 · черна пешка на бяло поле g6 · черна пешка на черно поле c5 · черна пешка на бяло поле f5 · черна пешка на бяло поле a4 · черна пешка на черно поле d4 · черна пешка на бяло поле e4 · черна пешка на черно поле h4 | черна пешка на черно поле b6 · черна пешка на бяло поле g6 · черна пешка на черно поле c5 · черна пешка на бяло поле f5 · черна пешка на бяло поле a4 · черна пешка на черно поле d4 · черна пешка на бяло поле e4 · черна пешка на черно поле h4 | черна пешка на черно поле b6 · черна пешка на бяло поле g6 · черна пешка на черно поле c5 · черна пешка на бяло поле f5 · черна пешка на бяло поле a4 · черна пешка на черно поле d4 · черна пешка на бяло поле e4 · черна пешка на черно поле h4 | черна пешка на черно поле b6 · черна пешка на бяло поле g6 · черна пешка на черно поле c5 · черна пешка на бяло поле f5 · черна пешка на бяло поле a4 · черна пешка на черно поле d4 · черна пешка на бяло поле e4 · черна пешка на черно поле h4 | черна пешка на черно поле b6 · черна пешка на бяло поле g6 · черна пешка на черно поле c5 · черна пешка на бяло поле f5 · черна пешка на бяло поле a4 · черна пешка на черно поле d4 · черна пешка на бяло поле e4 · черна пешка на черно поле h4 | 3 |
| 2 | черна пешка на черно поле b6 · черна пешка на бяло поле g6 · черна пешка на черно поле c5 · черна пешка на бяло поле f5 · черна пешка на бяло поле a4 · черна пешка на черно поле d4 · черна пешка на бяло поле e4 · черна пешка на черно поле h4 | черна пешка на черно поле b6 · черна пешка на бяло поле g6 · черна пешка на черно поле c5 · черна пешка на бяло поле f5 · черна пешка на бяло поле a4 · черна пешка на черно поле d4 · черна пешка на бяло поле e4 · черна пешка на черно поле h4 | черна пешка на черно поле b6 · черна пешка на бяло поле g6 · черна пешка на черно поле c5 · черна пешка на бяло поле f5 · черна пешка на бяло поле a4 · черна пешка на черно поле d4 · черна пешка на бяло поле e4 · черна пешка на черно поле h4 | черна пешка на черно поле b6 · черна пешка на бяло поле g6 · черна пешка на черно поле c5 · черна пешка на бяло поле f5 · черна пешка на бяло поле a4 · черна пешка на черно поле d4 · черна пешка на бяло поле e4 · черна пешка на черно поле h4 | черна пешка на черно поле b6 · черна пешка на бяло поле g6 · черна пешка на черно поле c5 · черна пешка на бяло поле f5 · черна пешка на бяло поле a4 · черна пешка на черно поле d4 · черна пешка на бяло поле e4 · черна пешка на черно поле h4 | черна пешка на черно поле b6 · черна пешка на бяло поле g6 · черна пешка на черно поле c5 · черна пешка на бяло поле f5 · черна пешка на бяло поле a4 · черна пешка на черно поле d4 · черна пешка на бяло поле e4 · черна пешка на черно поле h4 | черна пешка на черно поле b6 · черна пешка на бяло поле g6 · черна пешка на черно поле c5 · черна пешка на бяло поле f5 · черна пешка на бяло поле a4 · черна пешка на черно поле d4 · черна пешка на бяло поле e4 · черна пешка на черно поле h4 | черна пешка на черно поле b6 · черна пешка на бяло поле g6 · черна пешка на черно поле c5 · черна пешка на бяло поле f5 · черна пешка на бяло поле a4 · черна пешка на черно поле d4 · черна пешка на бяло поле e4 · черна пешка на черно поле h4 | 2 |
| 1 | черна пешка на черно поле b6 · черна пешка на бяло поле g6 · черна пешка на черно поле c5 · черна пешка на бяло поле f5 · черна пешка на бяло поле a4 · черна пешка на черно поле d4 · черна пешка на бяло поле e4 · черна пешка на черно поле h4 | черна пешка на черно поле b6 · черна пешка на бяло поле g6 · черна пешка на черно поле c5 · черна пешка на бяло поле f5 · черна пешка на бяло поле a4 · черна пешка на черно поле d4 · черна пешка на бяло поле e4 · черна пешка на черно поле h4 | черна пешка на черно поле b6 · черна пешка на бяло поле g6 · черна пешка на черно поле c5 · черна пешка на бяло поле f5 · черна пешка на бяло поле a4 · черна пешка на черно поле d4 · черна пешка на бяло поле e4 · черна пешка на черно поле h4 | черна пешка на черно поле b6 · черна пешка на бяло поле g6 · черна пешка на черно поле c5 · черна пешка на бяло поле f5 · черна пешка на бяло поле a4 · черна пешка на черно поле d4 · черна пешка на бяло поле e4 · черна пешка на черно поле h4 | черна пешка на черно поле b6 · черна пешка на бяло поле g6 · черна пешка на черно поле c5 · черна пешка на бяло поле f5 · черна пешка на бяло поле a4 · черна пешка на черно поле d4 · черна пешка на бяло поле e4 · черна пешка на черно поле h4 | черна пешка на черно поле b6 · черна пешка на бяло поле g6 · черна пешка на черно поле c5 · черна пешка на бяло поле f5 · черна пешка на бяло поле a4 · черна пешка на черно поле d4 · черна пешка на бяло поле e4 · черна пешка на черно поле h4 | черна пешка на черно поле b6 · черна пешка на бяло поле g6 · черна пешка на черно поле c5 · черна пешка на бяло поле f5 · черна пешка на бяло поле a4 · черна пешка на черно поле d4 · черна пешка на бяло поле e4 · черна пешка на черно поле h4 | черна пешка на черно поле b6 · черна пешка на бяло поле g6 · черна пешка на черно поле c5 · черна пешка на бяло поле f5 · черна пешка на бяло поле a4 · черна пешка на черно поле d4 · черна пешка на бяло поле e4 · черна пешка на черно поле h4 | 1 |
|   | a | b | c | d | e | f | g | h |   |

Една от най-известните теоретични разработки на Алексей Троицки е анализ на ендшпил с два коня срещу пешка, който той извършва в ранна възраст. Първите резултати са публикувани през 1906 г. в Deutsche Schachzeitung и обобщени в книгата му, публикувана през 1934 г. известна като „Линия Троицки“.
Резултатът от анализа на Троицки е определяне на гранични положения за пешките от всеки вертикал на шахматната дъска, което осигурява произвеждането им във фигура. Тези полета образуват начупена линия с формата на буквата М или W, наречена на негово име линия Троицки. Тя е помощно средство за ориентиране за всяка пионка, блокирана с кон, когато се оценява позицията. Ако пешката не е напреднала по-далеч от тази линия, играта се печели от страната с два коня във всяка позиция на царя, притежаващ пешката.
За да се спечели позицията на диаграмата, са необходими 115 хода за двете страни при най-добрата игра. Пълен безупречен анализ на такива позиции е възможен само чрез използването на компютърно генерирани бази данни за ендшпили, което потвърждава основните изводи на Троицки.

## Шахматна композиция
Троицки засилва връзката между етюда и практическата игра. Тази връзка се крие в естествеността и жизнеността на първоначалната позиция (изследването би трябвало да бъде епизод от играта), в двуостра борба, пълна с емоционално съдържание с неочаквани зрелищни жертви, маневри, интересни, фалшиви следи, подчертаващи основната идея, в красив, запомнящ се край.
Троицки не само дава пълна теоретична и творческа дефиниция на принципите на композицията на етюда, но и майсторски ги демонстрира с примера на собствената си работа. Основната заслуга на Троицки се крие във факта, че той прехвърля борбата, характерна за практическата партия в цялата ѝ красота и разнообразие, в изследването и изразява тази борба в артистична, икономична и грандиозна форма.

### Избрани етюди
|   | a | b | c | d | e | f | g | h |   |
| 8 | черен цар на черно поле f8 · черна пешка на черно поле e7 · черна пешка на бяло поле h7 · бяла пешка на бяло поле g6 · бял цар на бяло поле d5 · бял офицер на черно поле e3 | черен цар на черно поле f8 · черна пешка на черно поле e7 · черна пешка на бяло поле h7 · бяла пешка на бяло поле g6 · бял цар на бяло поле d5 · бял офицер на черно поле e3 | черен цар на черно поле f8 · черна пешка на черно поле e7 · черна пешка на бяло поле h7 · бяла пешка на бяло поле g6 · бял цар на бяло поле d5 · бял офицер на черно поле e3 | черен цар на черно поле f8 · черна пешка на черно поле e7 · черна пешка на бяло поле h7 · бяла пешка на бяло поле g6 · бял цар на бяло поле d5 · бял офицер на черно поле e3 | черен цар на черно поле f8 · черна пешка на черно поле e7 · черна пешка на бяло поле h7 · бяла пешка на бяло поле g6 · бял цар на бяло поле d5 · бял офицер на черно поле e3 | черен цар на черно поле f8 · черна пешка на черно поле e7 · черна пешка на бяло поле h7 · бяла пешка на бяло поле g6 · бял цар на бяло поле d5 · бял офицер на черно поле e3 | черен цар на черно поле f8 · черна пешка на черно поле e7 · черна пешка на бяло поле h7 · бяла пешка на бяло поле g6 · бял цар на бяло поле d5 · бял офицер на черно поле e3 | черен цар на черно поле f8 · черна пешка на черно поле e7 · черна пешка на бяло поле h7 · бяла пешка на бяло поле g6 · бял цар на бяло поле d5 · бял офицер на черно поле e3 | 8 |
| 7 | черен цар на черно поле f8 · черна пешка на черно поле e7 · черна пешка на бяло поле h7 · бяла пешка на бяло поле g6 · бял цар на бяло поле d5 · бял офицер на черно поле e3 | черен цар на черно поле f8 · черна пешка на черно поле e7 · черна пешка на бяло поле h7 · бяла пешка на бяло поле g6 · бял цар на бяло поле d5 · бял офицер на черно поле e3 | черен цар на черно поле f8 · черна пешка на черно поле e7 · черна пешка на бяло поле h7 · бяла пешка на бяло поле g6 · бял цар на бяло поле d5 · бял офицер на черно поле e3 | черен цар на черно поле f8 · черна пешка на черно поле e7 · черна пешка на бяло поле h7 · бяла пешка на бяло поле g6 · бял цар на бяло поле d5 · бял офицер на черно поле e3 | черен цар на черно поле f8 · черна пешка на черно поле e7 · черна пешка на бяло поле h7 · бяла пешка на бяло поле g6 · бял цар на бяло поле d5 · бял офицер на черно поле e3 | черен цар на черно поле f8 · черна пешка на черно поле e7 · черна пешка на бяло поле h7 · бяла пешка на бяло поле g6 · бял цар на бяло поле d5 · бял офицер на черно поле e3 | черен цар на черно поле f8 · черна пешка на черно поле e7 · черна пешка на бяло поле h7 · бяла пешка на бяло поле g6 · бял цар на бяло поле d5 · бял офицер на черно поле e3 | черен цар на черно поле f8 · черна пешка на черно поле e7 · черна пешка на бяло поле h7 · бяла пешка на бяло поле g6 · бял цар на бяло поле d5 · бял офицер на черно поле e3 | 7 |
| 6 | черен цар на черно поле f8 · черна пешка на черно поле e7 · черна пешка на бяло поле h7 · бяла пешка на бяло поле g6 · бял цар на бяло поле d5 · бял офицер на черно поле e3 | черен цар на черно поле f8 · черна пешка на черно поле e7 · черна пешка на бяло поле h7 · бяла пешка на бяло поле g6 · бял цар на бяло поле d5 · бял офицер на черно поле e3 | черен цар на черно поле f8 · черна пешка на черно поле e7 · черна пешка на бяло поле h7 · бяла пешка на бяло поле g6 · бял цар на бяло поле d5 · бял офицер на черно поле e3 | черен цар на черно поле f8 · черна пешка на черно поле e7 · черна пешка на бяло поле h7 · бяла пешка на бяло поле g6 · бял цар на бяло поле d5 · бял офицер на черно поле e3 | черен цар на черно поле f8 · черна пешка на черно поле e7 · черна пешка на бяло поле h7 · бяла пешка на бяло поле g6 · бял цар на бяло поле d5 · бял офицер на черно поле e3 | черен цар на черно поле f8 · черна пешка на черно поле e7 · черна пешка на бяло поле h7 · бяла пешка на бяло поле g6 · бял цар на бяло поле d5 · бял офицер на черно поле e3 | черен цар на черно поле f8 · черна пешка на черно поле e7 · черна пешка на бяло поле h7 · бяла пешка на бяло поле g6 · бял цар на бяло поле d5 · бял офицер на черно поле e3 | черен цар на черно поле f8 · черна пешка на черно поле e7 · черна пешка на бяло поле h7 · бяла пешка на бяло поле g6 · бял цар на бяло поле d5 · бял офицер на черно поле e3 | 6 |
| 5 | черен цар на черно поле f8 · черна пешка на черно поле e7 · черна пешка на бяло поле h7 · бяла пешка на бяло поле g6 · бял цар на бяло поле d5 · бял офицер на черно поле e3 | черен цар на черно поле f8 · черна пешка на черно поле e7 · черна пешка на бяло поле h7 · бяла пешка на бяло поле g6 · бял цар на бяло поле d5 · бял офицер на черно поле e3 | черен цар на черно поле f8 · черна пешка на черно поле e7 · черна пешка на бяло поле h7 · бяла пешка на бяло поле g6 · бял цар на бяло поле d5 · бял офицер на черно поле e3 | черен цар на черно поле f8 · черна пешка на черно поле e7 · черна пешка на бяло поле h7 · бяла пешка на бяло поле g6 · бял цар на бяло поле d5 · бял офицер на черно поле e3 | черен цар на черно поле f8 · черна пешка на черно поле e7 · черна пешка на бяло поле h7 · бяла пешка на бяло поле g6 · бял цар на бяло поле d5 · бял офицер на черно поле e3 | черен цар на черно поле f8 · черна пешка на черно поле e7 · черна пешка на бяло поле h7 · бяла пешка на бяло поле g6 · бял цар на бяло поле d5 · бял офицер на черно поле e3 | черен цар на черно поле f8 · черна пешка на черно поле e7 · черна пешка на бяло поле h7 · бяла пешка на бяло поле g6 · бял цар на бяло поле d5 · бял офицер на черно поле e3 | черен цар на черно поле f8 · черна пешка на черно поле e7 · черна пешка на бяло поле h7 · бяла пешка на бяло поле g6 · бял цар на бяло поле d5 · бял офицер на черно поле e3 | 5 |
| 4 | черен цар на черно поле f8 · черна пешка на черно поле e7 · черна пешка на бяло поле h7 · бяла пешка на бяло поле g6 · бял цар на бяло поле d5 · бял офицер на черно поле e3 | черен цар на черно поле f8 · черна пешка на черно поле e7 · черна пешка на бяло поле h7 · бяла пешка на бяло поле g6 · бял цар на бяло поле d5 · бял офицер на черно поле e3 | черен цар на черно поле f8 · черна пешка на черно поле e7 · черна пешка на бяло поле h7 · бяла пешка на бяло поле g6 · бял цар на бяло поле d5 · бял офицер на черно поле e3 | черен цар на черно поле f8 · черна пешка на черно поле e7 · черна пешка на бяло поле h7 · бяла пешка на бяло поле g6 · бял цар на бяло поле d5 · бял офицер на черно поле e3 | черен цар на черно поле f8 · черна пешка на черно поле e7 · черна пешка на бяло поле h7 · бяла пешка на бяло поле g6 · бял цар на бяло поле d5 · бял офицер на черно поле e3 | черен цар на черно поле f8 · черна пешка на черно поле e7 · черна пешка на бяло поле h7 · бяла пешка на бяло поле g6 · бял цар на бяло поле d5 · бял офицер на черно поле e3 | черен цар на черно поле f8 · черна пешка на черно поле e7 · черна пешка на бяло поле h7 · бяла пешка на бяло поле g6 · бял цар на бяло поле d5 · бял офицер на черно поле e3 | черен цар на черно поле f8 · черна пешка на черно поле e7 · черна пешка на бяло поле h7 · бяла пешка на бяло поле g6 · бял цар на бяло поле d5 · бял офицер на черно поле e3 | 4 |
| 3 | черен цар на черно поле f8 · черна пешка на черно поле e7 · черна пешка на бяло поле h7 · бяла пешка на бяло поле g6 · бял цар на бяло поле d5 · бял офицер на черно поле e3 | черен цар на черно поле f8 · черна пешка на черно поле e7 · черна пешка на бяло поле h7 · бяла пешка на бяло поле g6 · бял цар на бяло поле d5 · бял офицер на черно поле e3 | черен цар на черно поле f8 · черна пешка на черно поле e7 · черна пешка на бяло поле h7 · бяла пешка на бяло поле g6 · бял цар на бяло поле d5 · бял офицер на черно поле e3 | черен цар на черно поле f8 · черна пешка на черно поле e7 · черна пешка на бяло поле h7 · бяла пешка на бяло поле g6 · бял цар на бяло поле d5 · бял офицер на черно поле e3 | черен цар на черно поле f8 · черна пешка на черно поле e7 · черна пешка на бяло поле h7 · бяла пешка на бяло поле g6 · бял цар на бяло поле d5 · бял офицер на черно поле e3 | черен цар на черно поле f8 · черна пешка на черно поле e7 · черна пешка на бяло поле h7 · бяла пешка на бяло поле g6 · бял цар на бяло поле d5 · бял офицер на черно поле e3 | черен цар на черно поле f8 · черна пешка на черно поле e7 · черна пешка на бяло поле h7 · бяла пешка на бяло поле g6 · бял цар на бяло поле d5 · бял офицер на черно поле e3 | черен цар на черно поле f8 · черна пешка на черно поле e7 · черна пешка на бяло поле h7 · бяла пешка на бяло поле g6 · бял цар на бяло поле d5 · бял офицер на черно поле e3 | 3 |
| 2 | черен цар на черно поле f8 · черна пешка на черно поле e7 · черна пешка на бяло поле h7 · бяла пешка на бяло поле g6 · бял цар на бяло поле d5 · бял офицер на черно поле e3 | черен цар на черно поле f8 · черна пешка на черно поле e7 · черна пешка на бяло поле h7 · бяла пешка на бяло поле g6 · бял цар на бяло поле d5 · бял офицер на черно поле e3 | черен цар на черно поле f8 · черна пешка на черно поле e7 · черна пешка на бяло поле h7 · бяла пешка на бяло поле g6 · бял цар на бяло поле d5 · бял офицер на черно поле e3 | черен цар на черно поле f8 · черна пешка на черно поле e7 · черна пешка на бяло поле h7 · бяла пешка на бяло поле g6 · бял цар на бяло поле d5 · бял офицер на черно поле e3 | черен цар на черно поле f8 · черна пешка на черно поле e7 · черна пешка на бяло поле h7 · бяла пешка на бяло поле g6 · бял цар на бяло поле d5 · бял офицер на черно поле e3 | черен цар на черно поле f8 · черна пешка на черно поле e7 · черна пешка на бяло поле h7 · бяла пешка на бяло поле g6 · бял цар на бяло поле d5 · бял офицер на черно поле e3 | черен цар на черно поле f8 · черна пешка на черно поле e7 · черна пешка на бяло поле h7 · бяла пешка на бяло поле g6 · бял цар на бяло поле d5 · бял офицер на черно поле e3 | черен цар на черно поле f8 · черна пешка на черно поле e7 · черна пешка на бяло поле h7 · бяла пешка на бяло поле g6 · бял цар на бяло поле d5 · бял офицер на черно поле e3 | 2 |
| 1 | черен цар на черно поле f8 · черна пешка на черно поле e7 · черна пешка на бяло поле h7 · бяла пешка на бяло поле g6 · бял цар на бяло поле d5 · бял офицер на черно поле e3 | черен цар на черно поле f8 · черна пешка на черно поле e7 · черна пешка на бяло поле h7 · бяла пешка на бяло поле g6 · бял цар на бяло поле d5 · бял офицер на черно поле e3 | черен цар на черно поле f8 · черна пешка на черно поле e7 · черна пешка на бяло поле h7 · бяла пешка на бяло поле g6 · бял цар на бяло поле d5 · бял офицер на черно поле e3 | черен цар на черно поле f8 · черна пешка на черно поле e7 · черна пешка на бяло поле h7 · бяла пешка на бяло поле g6 · бял цар на бяло поле d5 · бял офицер на черно поле e3 | черен цар на черно поле f8 · черна пешка на черно поле e7 · черна пешка на бяло поле h7 · бяла пешка на бяло поле g6 · бял цар на бяло поле d5 · бял офицер на черно поле e3 | черен цар на черно поле f8 · черна пешка на черно поле e7 · черна пешка на бяло поле h7 · бяла пешка на бяло поле g6 · бял цар на бяло поле d5 · бял офицер на черно поле e3 | черен цар на черно поле f8 · черна пешка на черно поле e7 · черна пешка на бяло поле h7 · бяла пешка на бяло поле g6 · бял цар на бяло поле d5 · бял офицер на черно поле e3 | черен цар на черно поле f8 · черна пешка на черно поле e7 · черна пешка на бяло поле h7 · бяла пешка на бяло поле g6 · бял цар на бяло поле d5 · бял офицер на черно поле e3 | 1 |
|   | a | b | c | d | e | f | g | h |   |

|   | a | b | c | d | e | f | g | h |   |
| 8 | бял офицер на бяло поле e8 · бял кон на бяло поле g6 · черна пешка на бяло поле f5 · черен топ на черно поле b4 · черна пешка на бяло поле g4 · черна пешка на черно поле g3 · черен цар на бяло поле h3 · черен офицер на черно поле h2 · бял цар на черно поле e1 · бяла дама на бяло поле h1 | бял офицер на бяло поле e8 · бял кон на бяло поле g6 · черна пешка на бяло поле f5 · черен топ на черно поле b4 · черна пешка на бяло поле g4 · черна пешка на черно поле g3 · черен цар на бяло поле h3 · черен офицер на черно поле h2 · бял цар на черно поле e1 · бяла дама на бяло поле h1 | бял офицер на бяло поле e8 · бял кон на бяло поле g6 · черна пешка на бяло поле f5 · черен топ на черно поле b4 · черна пешка на бяло поле g4 · черна пешка на черно поле g3 · черен цар на бяло поле h3 · черен офицер на черно поле h2 · бял цар на черно поле e1 · бяла дама на бяло поле h1 | бял офицер на бяло поле e8 · бял кон на бяло поле g6 · черна пешка на бяло поле f5 · черен топ на черно поле b4 · черна пешка на бяло поле g4 · черна пешка на черно поле g3 · черен цар на бяло поле h3 · черен офицер на черно поле h2 · бял цар на черно поле e1 · бяла дама на бяло поле h1 | бял офицер на бяло поле e8 · бял кон на бяло поле g6 · черна пешка на бяло поле f5 · черен топ на черно поле b4 · черна пешка на бяло поле g4 · черна пешка на черно поле g3 · черен цар на бяло поле h3 · черен офицер на черно поле h2 · бял цар на черно поле e1 · бяла дама на бяло поле h1 | бял офицер на бяло поле e8 · бял кон на бяло поле g6 · черна пешка на бяло поле f5 · черен топ на черно поле b4 · черна пешка на бяло поле g4 · черна пешка на черно поле g3 · черен цар на бяло поле h3 · черен офицер на черно поле h2 · бял цар на черно поле e1 · бяла дама на бяло поле h1 | бял офицер на бяло поле e8 · бял кон на бяло поле g6 · черна пешка на бяло поле f5 · черен топ на черно поле b4 · черна пешка на бяло поле g4 · черна пешка на черно поле g3 · черен цар на бяло поле h3 · черен офицер на черно поле h2 · бял цар на черно поле e1 · бяла дама на бяло поле h1 | бял офицер на бяло поле e8 · бял кон на бяло поле g6 · черна пешка на бяло поле f5 · черен топ на черно поле b4 · черна пешка на бяло поле g4 · черна пешка на черно поле g3 · черен цар на бяло поле h3 · черен офицер на черно поле h2 · бял цар на черно поле e1 · бяла дама на бяло поле h1 | 8 |
| 7 | бял офицер на бяло поле e8 · бял кон на бяло поле g6 · черна пешка на бяло поле f5 · черен топ на черно поле b4 · черна пешка на бяло поле g4 · черна пешка на черно поле g3 · черен цар на бяло поле h3 · черен офицер на черно поле h2 · бял цар на черно поле e1 · бяла дама на бяло поле h1 | бял офицер на бяло поле e8 · бял кон на бяло поле g6 · черна пешка на бяло поле f5 · черен топ на черно поле b4 · черна пешка на бяло поле g4 · черна пешка на черно поле g3 · черен цар на бяло поле h3 · черен офицер на черно поле h2 · бял цар на черно поле e1 · бяла дама на бяло поле h1 | бял офицер на бяло поле e8 · бял кон на бяло поле g6 · черна пешка на бяло поле f5 · черен топ на черно поле b4 · черна пешка на бяло поле g4 · черна пешка на черно поле g3 · черен цар на бяло поле h3 · черен офицер на черно поле h2 · бял цар на черно поле e1 · бяла дама на бяло поле h1 | бял офицер на бяло поле e8 · бял кон на бяло поле g6 · черна пешка на бяло поле f5 · черен топ на черно поле b4 · черна пешка на бяло поле g4 · черна пешка на черно поле g3 · черен цар на бяло поле h3 · черен офицер на черно поле h2 · бял цар на черно поле e1 · бяла дама на бяло поле h1 | бял офицер на бяло поле e8 · бял кон на бяло поле g6 · черна пешка на бяло поле f5 · черен топ на черно поле b4 · черна пешка на бяло поле g4 · черна пешка на черно поле g3 · черен цар на бяло поле h3 · черен офицер на черно поле h2 · бял цар на черно поле e1 · бяла дама на бяло поле h1 | бял офицер на бяло поле e8 · бял кон на бяло поле g6 · черна пешка на бяло поле f5 · черен топ на черно поле b4 · черна пешка на бяло поле g4 · черна пешка на черно поле g3 · черен цар на бяло поле h3 · черен офицер на черно поле h2 · бял цар на черно поле e1 · бяла дама на бяло поле h1 | бял офицер на бяло поле e8 · бял кон на бяло поле g6 · черна пешка на бяло поле f5 · черен топ на черно поле b4 · черна пешка на бяло поле g4 · черна пешка на черно поле g3 · черен цар на бяло поле h3 · черен офицер на черно поле h2 · бял цар на черно поле e1 · бяла дама на бяло поле h1 | бял офицер на бяло поле e8 · бял кон на бяло поле g6 · черна пешка на бяло поле f5 · черен топ на черно поле b4 · черна пешка на бяло поле g4 · черна пешка на черно поле g3 · черен цар на бяло поле h3 · черен офицер на черно поле h2 · бял цар на черно поле e1 · бяла дама на бяло поле h1 | 7 |
| 6 | бял офицер на бяло поле e8 · бял кон на бяло поле g6 · черна пешка на бяло поле f5 · черен топ на черно поле b4 · черна пешка на бяло поле g4 · черна пешка на черно поле g3 · черен цар на бяло поле h3 · черен офицер на черно поле h2 · бял цар на черно поле e1 · бяла дама на бяло поле h1 | бял офицер на бяло поле e8 · бял кон на бяло поле g6 · черна пешка на бяло поле f5 · черен топ на черно поле b4 · черна пешка на бяло поле g4 · черна пешка на черно поле g3 · черен цар на бяло поле h3 · черен офицер на черно поле h2 · бял цар на черно поле e1 · бяла дама на бяло поле h1 | бял офицер на бяло поле e8 · бял кон на бяло поле g6 · черна пешка на бяло поле f5 · черен топ на черно поле b4 · черна пешка на бяло поле g4 · черна пешка на черно поле g3 · черен цар на бяло поле h3 · черен офицер на черно поле h2 · бял цар на черно поле e1 · бяла дама на бяло поле h1 | бял офицер на бяло поле e8 · бял кон на бяло поле g6 · черна пешка на бяло поле f5 · черен топ на черно поле b4 · черна пешка на бяло поле g4 · черна пешка на черно поле g3 · черен цар на бяло поле h3 · черен офицер на черно поле h2 · бял цар на черно поле e1 · бяла дама на бяло поле h1 | бял офицер на бяло поле e8 · бял кон на бяло поле g6 · черна пешка на бяло поле f5 · черен топ на черно поле b4 · черна пешка на бяло поле g4 · черна пешка на черно поле g3 · черен цар на бяло поле h3 · черен офицер на черно поле h2 · бял цар на черно поле e1 · бяла дама на бяло поле h1 | бял офицер на бяло поле e8 · бял кон на бяло поле g6 · черна пешка на бяло поле f5 · черен топ на черно поле b4 · черна пешка на бяло поле g4 · черна пешка на черно поле g3 · черен цар на бяло поле h3 · черен офицер на черно поле h2 · бял цар на черно поле e1 · бяла дама на бяло поле h1 | бял офицер на бяло поле e8 · бял кон на бяло поле g6 · черна пешка на бяло поле f5 · черен топ на черно поле b4 · черна пешка на бяло поле g4 · черна пешка на черно поле g3 · черен цар на бяло поле h3 · черен офицер на черно поле h2 · бял цар на черно поле e1 · бяла дама на бяло поле h1 | бял офицер на бяло поле e8 · бял кон на бяло поле g6 · черна пешка на бяло поле f5 · черен топ на черно поле b4 · черна пешка на бяло поле g4 · черна пешка на черно поле g3 · черен цар на бяло поле h3 · черен офицер на черно поле h2 · бял цар на черно поле e1 · бяла дама на бяло поле h1 | 6 |
| 5 | бял офицер на бяло поле e8 · бял кон на бяло поле g6 · черна пешка на бяло поле f5 · черен топ на черно поле b4 · черна пешка на бяло поле g4 · черна пешка на черно поле g3 · черен цар на бяло поле h3 · черен офицер на черно поле h2 · бял цар на черно поле e1 · бяла дама на бяло поле h1 | бял офицер на бяло поле e8 · бял кон на бяло поле g6 · черна пешка на бяло поле f5 · черен топ на черно поле b4 · черна пешка на бяло поле g4 · черна пешка на черно поле g3 · черен цар на бяло поле h3 · черен офицер на черно поле h2 · бял цар на черно поле e1 · бяла дама на бяло поле h1 | бял офицер на бяло поле e8 · бял кон на бяло поле g6 · черна пешка на бяло поле f5 · черен топ на черно поле b4 · черна пешка на бяло поле g4 · черна пешка на черно поле g3 · черен цар на бяло поле h3 · черен офицер на черно поле h2 · бял цар на черно поле e1 · бяла дама на бяло поле h1 | бял офицер на бяло поле e8 · бял кон на бяло поле g6 · черна пешка на бяло поле f5 · черен топ на черно поле b4 · черна пешка на бяло поле g4 · черна пешка на черно поле g3 · черен цар на бяло поле h3 · черен офицер на черно поле h2 · бял цар на черно поле e1 · бяла дама на бяло поле h1 | бял офицер на бяло поле e8 · бял кон на бяло поле g6 · черна пешка на бяло поле f5 · черен топ на черно поле b4 · черна пешка на бяло поле g4 · черна пешка на черно поле g3 · черен цар на бяло поле h3 · черен офицер на черно поле h2 · бял цар на черно поле e1 · бяла дама на бяло поле h1 | бял офицер на бяло поле e8 · бял кон на бяло поле g6 · черна пешка на бяло поле f5 · черен топ на черно поле b4 · черна пешка на бяло поле g4 · черна пешка на черно поле g3 · черен цар на бяло поле h3 · черен офицер на черно поле h2 · бял цар на черно поле e1 · бяла дама на бяло поле h1 | бял офицер на бяло поле e8 · бял кон на бяло поле g6 · черна пешка на бяло поле f5 · черен топ на черно поле b4 · черна пешка на бяло поле g4 · черна пешка на черно поле g3 · черен цар на бяло поле h3 · черен офицер на черно поле h2 · бял цар на черно поле e1 · бяла дама на бяло поле h1 | бял офицер на бяло поле e8 · бял кон на бяло поле g6 · черна пешка на бяло поле f5 · черен топ на черно поле b4 · черна пешка на бяло поле g4 · черна пешка на черно поле g3 · черен цар на бяло поле h3 · черен офицер на черно поле h2 · бял цар на черно поле e1 · бяла дама на бяло поле h1 | 5 |
| 4 | бял офицер на бяло поле e8 · бял кон на бяло поле g6 · черна пешка на бяло поле f5 · черен топ на черно поле b4 · черна пешка на бяло поле g4 · черна пешка на черно поле g3 · черен цар на бяло поле h3 · черен офицер на черно поле h2 · бял цар на черно поле e1 · бяла дама на бяло поле h1 | бял офицер на бяло поле e8 · бял кон на бяло поле g6 · черна пешка на бяло поле f5 · черен топ на черно поле b4 · черна пешка на бяло поле g4 · черна пешка на черно поле g3 · черен цар на бяло поле h3 · черен офицер на черно поле h2 · бял цар на черно поле e1 · бяла дама на бяло поле h1 | бял офицер на бяло поле e8 · бял кон на бяло поле g6 · черна пешка на бяло поле f5 · черен топ на черно поле b4 · черна пешка на бяло поле g4 · черна пешка на черно поле g3 · черен цар на бяло поле h3 · черен офицер на черно поле h2 · бял цар на черно поле e1 · бяла дама на бяло поле h1 | бял офицер на бяло поле e8 · бял кон на бяло поле g6 · черна пешка на бяло поле f5 · черен топ на черно поле b4 · черна пешка на бяло поле g4 · черна пешка на черно поле g3 · черен цар на бяло поле h3 · черен офицер на черно поле h2 · бял цар на черно поле e1 · бяла дама на бяло поле h1 | бял офицер на бяло поле e8 · бял кон на бяло поле g6 · черна пешка на бяло поле f5 · черен топ на черно поле b4 · черна пешка на бяло поле g4 · черна пешка на черно поле g3 · черен цар на бяло поле h3 · черен офицер на черно поле h2 · бял цар на черно поле e1 · бяла дама на бяло поле h1 | бял офицер на бяло поле e8 · бял кон на бяло поле g6 · черна пешка на бяло поле f5 · черен топ на черно поле b4 · черна пешка на бяло поле g4 · черна пешка на черно поле g3 · черен цар на бяло поле h3 · черен офицер на черно поле h2 · бял цар на черно поле e1 · бяла дама на бяло поле h1 | бял офицер на бяло поле e8 · бял кон на бяло поле g6 · черна пешка на бяло поле f5 · черен топ на черно поле b4 · черна пешка на бяло поле g4 · черна пешка на черно поле g3 · черен цар на бяло поле h3 · черен офицер на черно поле h2 · бял цар на черно поле e1 · бяла дама на бяло поле h1 | бял офицер на бяло поле e8 · бял кон на бяло поле g6 · черна пешка на бяло поле f5 · черен топ на черно поле b4 · черна пешка на бяло поле g4 · черна пешка на черно поле g3 · черен цар на бяло поле h3 · черен офицер на черно поле h2 · бял цар на черно поле e1 · бяла дама на бяло поле h1 | 4 |
| 3 | бял офицер на бяло поле e8 · бял кон на бяло поле g6 · черна пешка на бяло поле f5 · черен топ на черно поле b4 · черна пешка на бяло поле g4 · черна пешка на черно поле g3 · черен цар на бяло поле h3 · черен офицер на черно поле h2 · бял цар на черно поле e1 · бяла дама на бяло поле h1 | бял офицер на бяло поле e8 · бял кон на бяло поле g6 · черна пешка на бяло поле f5 · черен топ на черно поле b4 · черна пешка на бяло поле g4 · черна пешка на черно поле g3 · черен цар на бяло поле h3 · черен офицер на черно поле h2 · бял цар на черно поле e1 · бяла дама на бяло поле h1 | бял офицер на бяло поле e8 · бял кон на бяло поле g6 · черна пешка на бяло поле f5 · черен топ на черно поле b4 · черна пешка на бяло поле g4 · черна пешка на черно поле g3 · черен цар на бяло поле h3 · черен офицер на черно поле h2 · бял цар на черно поле e1 · бяла дама на бяло поле h1 | бял офицер на бяло поле e8 · бял кон на бяло поле g6 · черна пешка на бяло поле f5 · черен топ на черно поле b4 · черна пешка на бяло поле g4 · черна пешка на черно поле g3 · черен цар на бяло поле h3 · черен офицер на черно поле h2 · бял цар на черно поле e1 · бяла дама на бяло поле h1 | бял офицер на бяло поле e8 · бял кон на бяло поле g6 · черна пешка на бяло поле f5 · черен топ на черно поле b4 · черна пешка на бяло поле g4 · черна пешка на черно поле g3 · черен цар на бяло поле h3 · черен офицер на черно поле h2 · бял цар на черно поле e1 · бяла дама на бяло поле h1 | бял офицер на бяло поле e8 · бял кон на бяло поле g6 · черна пешка на бяло поле f5 · черен топ на черно поле b4 · черна пешка на бяло поле g4 · черна пешка на черно поле g3 · черен цар на бяло поле h3 · черен офицер на черно поле h2 · бял цар на черно поле e1 · бяла дама на бяло поле h1 | бял офицер на бяло поле e8 · бял кон на бяло поле g6 · черна пешка на бяло поле f5 · черен топ на черно поле b4 · черна пешка на бяло поле g4 · черна пешка на черно поле g3 · черен цар на бяло поле h3 · черен офицер на черно поле h2 · бял цар на черно поле e1 · бяла дама на бяло поле h1 | бял офицер на бяло поле e8 · бял кон на бяло поле g6 · черна пешка на бяло поле f5 · черен топ на черно поле b4 · черна пешка на бяло поле g4 · черна пешка на черно поле g3 · черен цар на бяло поле h3 · черен офицер на черно поле h2 · бял цар на черно поле e1 · бяла дама на бяло поле h1 | 3 |
| 2 | бял офицер на бяло поле e8 · бял кон на бяло поле g6 · черна пешка на бяло поле f5 · черен топ на черно поле b4 · черна пешка на бяло поле g4 · черна пешка на черно поле g3 · черен цар на бяло поле h3 · черен офицер на черно поле h2 · бял цар на черно поле e1 · бяла дама на бяло поле h1 | бял офицер на бяло поле e8 · бял кон на бяло поле g6 · черна пешка на бяло поле f5 · черен топ на черно поле b4 · черна пешка на бяло поле g4 · черна пешка на черно поле g3 · черен цар на бяло поле h3 · черен офицер на черно поле h2 · бял цар на черно поле e1 · бяла дама на бяло поле h1 | бял офицер на бяло поле e8 · бял кон на бяло поле g6 · черна пешка на бяло поле f5 · черен топ на черно поле b4 · черна пешка на бяло поле g4 · черна пешка на черно поле g3 · черен цар на бяло поле h3 · черен офицер на черно поле h2 · бял цар на черно поле e1 · бяла дама на бяло поле h1 | бял офицер на бяло поле e8 · бял кон на бяло поле g6 · черна пешка на бяло поле f5 · черен топ на черно поле b4 · черна пешка на бяло поле g4 · черна пешка на черно поле g3 · черен цар на бяло поле h3 · черен офицер на черно поле h2 · бял цар на черно поле e1 · бяла дама на бяло поле h1 | бял офицер на бяло поле e8 · бял кон на бяло поле g6 · черна пешка на бяло поле f5 · черен топ на черно поле b4 · черна пешка на бяло поле g4 · черна пешка на черно поле g3 · черен цар на бяло поле h3 · черен офицер на черно поле h2 · бял цар на черно поле e1 · бяла дама на бяло поле h1 | бял офицер на бяло поле e8 · бял кон на бяло поле g6 · черна пешка на бяло поле f5 · черен топ на черно поле b4 · черна пешка на бяло поле g4 · черна пешка на черно поле g3 · черен цар на бяло поле h3 · черен офицер на черно поле h2 · бял цар на черно поле e1 · бяла дама на бяло поле h1 | бял офицер на бяло поле e8 · бял кон на бяло поле g6 · черна пешка на бяло поле f5 · черен топ на черно поле b4 · черна пешка на бяло поле g4 · черна пешка на черно поле g3 · черен цар на бяло поле h3 · черен офицер на черно поле h2 · бял цар на черно поле e1 · бяла дама на бяло поле h1 | бял офицер на бяло поле e8 · бял кон на бяло поле g6 · черна пешка на бяло поле f5 · черен топ на черно поле b4 · черна пешка на бяло поле g4 · черна пешка на черно поле g3 · черен цар на бяло поле h3 · черен офицер на черно поле h2 · бял цар на черно поле e1 · бяла дама на бяло поле h1 | 2 |
| 1 | бял офицер на бяло поле e8 · бял кон на бяло поле g6 · черна пешка на бяло поле f5 · черен топ на черно поле b4 · черна пешка на бяло поле g4 · черна пешка на черно поле g3 · черен цар на бяло поле h3 · черен офицер на черно поле h2 · бял цар на черно поле e1 · бяла дама на бяло поле h1 | бял офицер на бяло поле e8 · бял кон на бяло поле g6 · черна пешка на бяло поле f5 · черен топ на черно поле b4 · черна пешка на бяло поле g4 · черна пешка на черно поле g3 · черен цар на бяло поле h3 · черен офицер на черно поле h2 · бял цар на черно поле e1 · бяла дама на бяло поле h1 | бял офицер на бяло поле e8 · бял кон на бяло поле g6 · черна пешка на бяло поле f5 · черен топ на черно поле b4 · черна пешка на бяло поле g4 · черна пешка на черно поле g3 · черен цар на бяло поле h3 · черен офицер на черно поле h2 · бял цар на черно поле e1 · бяла дама на бяло поле h1 | бял офицер на бяло поле e8 · бял кон на бяло поле g6 · черна пешка на бяло поле f5 · черен топ на черно поле b4 · черна пешка на бяло поле g4 · черна пешка на черно поле g3 · черен цар на бяло поле h3 · черен офицер на черно поле h2 · бял цар на черно поле e1 · бяла дама на бяло поле h1 | бял офицер на бяло поле e8 · бял кон на бяло поле g6 · черна пешка на бяло поле f5 · черен топ на черно поле b4 · черна пешка на бяло поле g4 · черна пешка на черно поле g3 · черен цар на бяло поле h3 · черен офицер на черно поле h2 · бял цар на черно поле e1 · бяла дама на бяло поле h1 | бял офицер на бяло поле e8 · бял кон на бяло поле g6 · черна пешка на бяло поле f5 · черен топ на черно поле b4 · черна пешка на бяло поле g4 · черна пешка на черно поле g3 · черен цар на бяло поле h3 · черен офицер на черно поле h2 · бял цар на черно поле e1 · бяла дама на бяло поле h1 | бял офицер на бяло поле e8 · бял кон на бяло поле g6 · черна пешка на бяло поле f5 · черен топ на черно поле b4 · черна пешка на бяло поле g4 · черна пешка на черно поле g3 · черен цар на бяло поле h3 · черен офицер на черно поле h2 · бял цар на черно поле e1 · бяла дама на бяло поле h1 | бял офицер на бяло поле e8 · бял кон на бяло поле g6 · черна пешка на бяло поле f5 · черен топ на черно поле b4 · черна пешка на бяло поле g4 · черна пешка на черно поле g3 · черен цар на бяло поле h3 · черен офицер на черно поле h2 · бял цар на черно поле e1 · бяла дама на бяло поле h1 | 1 |
|   | a | b | c | d | e | f | g | h |   |

Решение на етюд 1:
 1. Оh6+ Цg8 
2. g7 Цf7 
(Ако 2 … e6+ 
3. Цd6!! Цf7 
4. Це5 Цg8 
5. Цf6; или 
2 … e5 3. Це6) 3.g8Д+!! Възможно е също 3. g8О+, но не 3. g8Т е6+! 4. Це5 Ц:g8 с реми. 
3 … Ц:g8 
4. Це6 Цh8 5. Цf7 e5 6. Оg7×!!. Мат с единствен офицер, наричан мат на Троицки.
 Етюдът е широко известен като етюд на Троицки.
Решение на етюд 2:
 1. Ос6! Тb1+ 2. Це2 Т:h1 3. Оg2+!! Ц:g2 4. Кf4+ Цg1 5. Це1 g2 6. Ке2×!! Мат с единствен кон.
|   | a | b | c | d | e | f | g | h |   |
| 8 | бял кон на черно поле e5 · бял офицер на черно поле a3 · черен цар на черно поле c3 · черна пешка на бяло поле f3 · черна пешка на бяло поле h3 · бяла пешка на бяло поле e2 · черна пешка на черно поле f2 · бяла пешка на черно поле h2 · бял цар на черно поле c1 | бял кон на черно поле e5 · бял офицер на черно поле a3 · черен цар на черно поле c3 · черна пешка на бяло поле f3 · черна пешка на бяло поле h3 · бяла пешка на бяло поле e2 · черна пешка на черно поле f2 · бяла пешка на черно поле h2 · бял цар на черно поле c1 | бял кон на черно поле e5 · бял офицер на черно поле a3 · черен цар на черно поле c3 · черна пешка на бяло поле f3 · черна пешка на бяло поле h3 · бяла пешка на бяло поле e2 · черна пешка на черно поле f2 · бяла пешка на черно поле h2 · бял цар на черно поле c1 | бял кон на черно поле e5 · бял офицер на черно поле a3 · черен цар на черно поле c3 · черна пешка на бяло поле f3 · черна пешка на бяло поле h3 · бяла пешка на бяло поле e2 · черна пешка на черно поле f2 · бяла пешка на черно поле h2 · бял цар на черно поле c1 | бял кон на черно поле e5 · бял офицер на черно поле a3 · черен цар на черно поле c3 · черна пешка на бяло поле f3 · черна пешка на бяло поле h3 · бяла пешка на бяло поле e2 · черна пешка на черно поле f2 · бяла пешка на черно поле h2 · бял цар на черно поле c1 | бял кон на черно поле e5 · бял офицер на черно поле a3 · черен цар на черно поле c3 · черна пешка на бяло поле f3 · черна пешка на бяло поле h3 · бяла пешка на бяло поле e2 · черна пешка на черно поле f2 · бяла пешка на черно поле h2 · бял цар на черно поле c1 | бял кон на черно поле e5 · бял офицер на черно поле a3 · черен цар на черно поле c3 · черна пешка на бяло поле f3 · черна пешка на бяло поле h3 · бяла пешка на бяло поле e2 · черна пешка на черно поле f2 · бяла пешка на черно поле h2 · бял цар на черно поле c1 | бял кон на черно поле e5 · бял офицер на черно поле a3 · черен цар на черно поле c3 · черна пешка на бяло поле f3 · черна пешка на бяло поле h3 · бяла пешка на бяло поле e2 · черна пешка на черно поле f2 · бяла пешка на черно поле h2 · бял цар на черно поле c1 | 8 |
| 7 | бял кон на черно поле e5 · бял офицер на черно поле a3 · черен цар на черно поле c3 · черна пешка на бяло поле f3 · черна пешка на бяло поле h3 · бяла пешка на бяло поле e2 · черна пешка на черно поле f2 · бяла пешка на черно поле h2 · бял цар на черно поле c1 | бял кон на черно поле e5 · бял офицер на черно поле a3 · черен цар на черно поле c3 · черна пешка на бяло поле f3 · черна пешка на бяло поле h3 · бяла пешка на бяло поле e2 · черна пешка на черно поле f2 · бяла пешка на черно поле h2 · бял цар на черно поле c1 | бял кон на черно поле e5 · бял офицер на черно поле a3 · черен цар на черно поле c3 · черна пешка на бяло поле f3 · черна пешка на бяло поле h3 · бяла пешка на бяло поле e2 · черна пешка на черно поле f2 · бяла пешка на черно поле h2 · бял цар на черно поле c1 | бял кон на черно поле e5 · бял офицер на черно поле a3 · черен цар на черно поле c3 · черна пешка на бяло поле f3 · черна пешка на бяло поле h3 · бяла пешка на бяло поле e2 · черна пешка на черно поле f2 · бяла пешка на черно поле h2 · бял цар на черно поле c1 | бял кон на черно поле e5 · бял офицер на черно поле a3 · черен цар на черно поле c3 · черна пешка на бяло поле f3 · черна пешка на бяло поле h3 · бяла пешка на бяло поле e2 · черна пешка на черно поле f2 · бяла пешка на черно поле h2 · бял цар на черно поле c1 | бял кон на черно поле e5 · бял офицер на черно поле a3 · черен цар на черно поле c3 · черна пешка на бяло поле f3 · черна пешка на бяло поле h3 · бяла пешка на бяло поле e2 · черна пешка на черно поле f2 · бяла пешка на черно поле h2 · бял цар на черно поле c1 | бял кон на черно поле e5 · бял офицер на черно поле a3 · черен цар на черно поле c3 · черна пешка на бяло поле f3 · черна пешка на бяло поле h3 · бяла пешка на бяло поле e2 · черна пешка на черно поле f2 · бяла пешка на черно поле h2 · бял цар на черно поле c1 | бял кон на черно поле e5 · бял офицер на черно поле a3 · черен цар на черно поле c3 · черна пешка на бяло поле f3 · черна пешка на бяло поле h3 · бяла пешка на бяло поле e2 · черна пешка на черно поле f2 · бяла пешка на черно поле h2 · бял цар на черно поле c1 | 7 |
| 6 | бял кон на черно поле e5 · бял офицер на черно поле a3 · черен цар на черно поле c3 · черна пешка на бяло поле f3 · черна пешка на бяло поле h3 · бяла пешка на бяло поле e2 · черна пешка на черно поле f2 · бяла пешка на черно поле h2 · бял цар на черно поле c1 | бял кон на черно поле e5 · бял офицер на черно поле a3 · черен цар на черно поле c3 · черна пешка на бяло поле f3 · черна пешка на бяло поле h3 · бяла пешка на бяло поле e2 · черна пешка на черно поле f2 · бяла пешка на черно поле h2 · бял цар на черно поле c1 | бял кон на черно поле e5 · бял офицер на черно поле a3 · черен цар на черно поле c3 · черна пешка на бяло поле f3 · черна пешка на бяло поле h3 · бяла пешка на бяло поле e2 · черна пешка на черно поле f2 · бяла пешка на черно поле h2 · бял цар на черно поле c1 | бял кон на черно поле e5 · бял офицер на черно поле a3 · черен цар на черно поле c3 · черна пешка на бяло поле f3 · черна пешка на бяло поле h3 · бяла пешка на бяло поле e2 · черна пешка на черно поле f2 · бяла пешка на черно поле h2 · бял цар на черно поле c1 | бял кон на черно поле e5 · бял офицер на черно поле a3 · черен цар на черно поле c3 · черна пешка на бяло поле f3 · черна пешка на бяло поле h3 · бяла пешка на бяло поле e2 · черна пешка на черно поле f2 · бяла пешка на черно поле h2 · бял цар на черно поле c1 | бял кон на черно поле e5 · бял офицер на черно поле a3 · черен цар на черно поле c3 · черна пешка на бяло поле f3 · черна пешка на бяло поле h3 · бяла пешка на бяло поле e2 · черна пешка на черно поле f2 · бяла пешка на черно поле h2 · бял цар на черно поле c1 | бял кон на черно поле e5 · бял офицер на черно поле a3 · черен цар на черно поле c3 · черна пешка на бяло поле f3 · черна пешка на бяло поле h3 · бяла пешка на бяло поле e2 · черна пешка на черно поле f2 · бяла пешка на черно поле h2 · бял цар на черно поле c1 | бял кон на черно поле e5 · бял офицер на черно поле a3 · черен цар на черно поле c3 · черна пешка на бяло поле f3 · черна пешка на бяло поле h3 · бяла пешка на бяло поле e2 · черна пешка на черно поле f2 · бяла пешка на черно поле h2 · бял цар на черно поле c1 | 6 |
| 5 | бял кон на черно поле e5 · бял офицер на черно поле a3 · черен цар на черно поле c3 · черна пешка на бяло поле f3 · черна пешка на бяло поле h3 · бяла пешка на бяло поле e2 · черна пешка на черно поле f2 · бяла пешка на черно поле h2 · бял цар на черно поле c1 | бял кон на черно поле e5 · бял офицер на черно поле a3 · черен цар на черно поле c3 · черна пешка на бяло поле f3 · черна пешка на бяло поле h3 · бяла пешка на бяло поле e2 · черна пешка на черно поле f2 · бяла пешка на черно поле h2 · бял цар на черно поле c1 | бял кон на черно поле e5 · бял офицер на черно поле a3 · черен цар на черно поле c3 · черна пешка на бяло поле f3 · черна пешка на бяло поле h3 · бяла пешка на бяло поле e2 · черна пешка на черно поле f2 · бяла пешка на черно поле h2 · бял цар на черно поле c1 | бял кон на черно поле e5 · бял офицер на черно поле a3 · черен цар на черно поле c3 · черна пешка на бяло поле f3 · черна пешка на бяло поле h3 · бяла пешка на бяло поле e2 · черна пешка на черно поле f2 · бяла пешка на черно поле h2 · бял цар на черно поле c1 | бял кон на черно поле e5 · бял офицер на черно поле a3 · черен цар на черно поле c3 · черна пешка на бяло поле f3 · черна пешка на бяло поле h3 · бяла пешка на бяло поле e2 · черна пешка на черно поле f2 · бяла пешка на черно поле h2 · бял цар на черно поле c1 | бял кон на черно поле e5 · бял офицер на черно поле a3 · черен цар на черно поле c3 · черна пешка на бяло поле f3 · черна пешка на бяло поле h3 · бяла пешка на бяло поле e2 · черна пешка на черно поле f2 · бяла пешка на черно поле h2 · бял цар на черно поле c1 | бял кон на черно поле e5 · бял офицер на черно поле a3 · черен цар на черно поле c3 · черна пешка на бяло поле f3 · черна пешка на бяло поле h3 · бяла пешка на бяло поле e2 · черна пешка на черно поле f2 · бяла пешка на черно поле h2 · бял цар на черно поле c1 | бял кон на черно поле e5 · бял офицер на черно поле a3 · черен цар на черно поле c3 · черна пешка на бяло поле f3 · черна пешка на бяло поле h3 · бяла пешка на бяло поле e2 · черна пешка на черно поле f2 · бяла пешка на черно поле h2 · бял цар на черно поле c1 | 5 |
| 4 | бял кон на черно поле e5 · бял офицер на черно поле a3 · черен цар на черно поле c3 · черна пешка на бяло поле f3 · черна пешка на бяло поле h3 · бяла пешка на бяло поле e2 · черна пешка на черно поле f2 · бяла пешка на черно поле h2 · бял цар на черно поле c1 | бял кон на черно поле e5 · бял офицер на черно поле a3 · черен цар на черно поле c3 · черна пешка на бяло поле f3 · черна пешка на бяло поле h3 · бяла пешка на бяло поле e2 · черна пешка на черно поле f2 · бяла пешка на черно поле h2 · бял цар на черно поле c1 | бял кон на черно поле e5 · бял офицер на черно поле a3 · черен цар на черно поле c3 · черна пешка на бяло поле f3 · черна пешка на бяло поле h3 · бяла пешка на бяло поле e2 · черна пешка на черно поле f2 · бяла пешка на черно поле h2 · бял цар на черно поле c1 | бял кон на черно поле e5 · бял офицер на черно поле a3 · черен цар на черно поле c3 · черна пешка на бяло поле f3 · черна пешка на бяло поле h3 · бяла пешка на бяло поле e2 · черна пешка на черно поле f2 · бяла пешка на черно поле h2 · бял цар на черно поле c1 | бял кон на черно поле e5 · бял офицер на черно поле a3 · черен цар на черно поле c3 · черна пешка на бяло поле f3 · черна пешка на бяло поле h3 · бяла пешка на бяло поле e2 · черна пешка на черно поле f2 · бяла пешка на черно поле h2 · бял цар на черно поле c1 | бял кон на черно поле e5 · бял офицер на черно поле a3 · черен цар на черно поле c3 · черна пешка на бяло поле f3 · черна пешка на бяло поле h3 · бяла пешка на бяло поле e2 · черна пешка на черно поле f2 · бяла пешка на черно поле h2 · бял цар на черно поле c1 | бял кон на черно поле e5 · бял офицер на черно поле a3 · черен цар на черно поле c3 · черна пешка на бяло поле f3 · черна пешка на бяло поле h3 · бяла пешка на бяло поле e2 · черна пешка на черно поле f2 · бяла пешка на черно поле h2 · бял цар на черно поле c1 | бял кон на черно поле e5 · бял офицер на черно поле a3 · черен цар на черно поле c3 · черна пешка на бяло поле f3 · черна пешка на бяло поле h3 · бяла пешка на бяло поле e2 · черна пешка на черно поле f2 · бяла пешка на черно поле h2 · бял цар на черно поле c1 | 4 |
| 3 | бял кон на черно поле e5 · бял офицер на черно поле a3 · черен цар на черно поле c3 · черна пешка на бяло поле f3 · черна пешка на бяло поле h3 · бяла пешка на бяло поле e2 · черна пешка на черно поле f2 · бяла пешка на черно поле h2 · бял цар на черно поле c1 | бял кон на черно поле e5 · бял офицер на черно поле a3 · черен цар на черно поле c3 · черна пешка на бяло поле f3 · черна пешка на бяло поле h3 · бяла пешка на бяло поле e2 · черна пешка на черно поле f2 · бяла пешка на черно поле h2 · бял цар на черно поле c1 | бял кон на черно поле e5 · бял офицер на черно поле a3 · черен цар на черно поле c3 · черна пешка на бяло поле f3 · черна пешка на бяло поле h3 · бяла пешка на бяло поле e2 · черна пешка на черно поле f2 · бяла пешка на черно поле h2 · бял цар на черно поле c1 | бял кон на черно поле e5 · бял офицер на черно поле a3 · черен цар на черно поле c3 · черна пешка на бяло поле f3 · черна пешка на бяло поле h3 · бяла пешка на бяло поле e2 · черна пешка на черно поле f2 · бяла пешка на черно поле h2 · бял цар на черно поле c1 | бял кон на черно поле e5 · бял офицер на черно поле a3 · черен цар на черно поле c3 · черна пешка на бяло поле f3 · черна пешка на бяло поле h3 · бяла пешка на бяло поле e2 · черна пешка на черно поле f2 · бяла пешка на черно поле h2 · бял цар на черно поле c1 | бял кон на черно поле e5 · бял офицер на черно поле a3 · черен цар на черно поле c3 · черна пешка на бяло поле f3 · черна пешка на бяло поле h3 · бяла пешка на бяло поле e2 · черна пешка на черно поле f2 · бяла пешка на черно поле h2 · бял цар на черно поле c1 | бял кон на черно поле e5 · бял офицер на черно поле a3 · черен цар на черно поле c3 · черна пешка на бяло поле f3 · черна пешка на бяло поле h3 · бяла пешка на бяло поле e2 · черна пешка на черно поле f2 · бяла пешка на черно поле h2 · бял цар на черно поле c1 | бял кон на черно поле e5 · бял офицер на черно поле a3 · черен цар на черно поле c3 · черна пешка на бяло поле f3 · черна пешка на бяло поле h3 · бяла пешка на бяло поле e2 · черна пешка на черно поле f2 · бяла пешка на черно поле h2 · бял цар на черно поле c1 | 3 |
| 2 | бял кон на черно поле e5 · бял офицер на черно поле a3 · черен цар на черно поле c3 · черна пешка на бяло поле f3 · черна пешка на бяло поле h3 · бяла пешка на бяло поле e2 · черна пешка на черно поле f2 · бяла пешка на черно поле h2 · бял цар на черно поле c1 | бял кон на черно поле e5 · бял офицер на черно поле a3 · черен цар на черно поле c3 · черна пешка на бяло поле f3 · черна пешка на бяло поле h3 · бяла пешка на бяло поле e2 · черна пешка на черно поле f2 · бяла пешка на черно поле h2 · бял цар на черно поле c1 | бял кон на черно поле e5 · бял офицер на черно поле a3 · черен цар на черно поле c3 · черна пешка на бяло поле f3 · черна пешка на бяло поле h3 · бяла пешка на бяло поле e2 · черна пешка на черно поле f2 · бяла пешка на черно поле h2 · бял цар на черно поле c1 | бял кон на черно поле e5 · бял офицер на черно поле a3 · черен цар на черно поле c3 · черна пешка на бяло поле f3 · черна пешка на бяло поле h3 · бяла пешка на бяло поле e2 · черна пешка на черно поле f2 · бяла пешка на черно поле h2 · бял цар на черно поле c1 | бял кон на черно поле e5 · бял офицер на черно поле a3 · черен цар на черно поле c3 · черна пешка на бяло поле f3 · черна пешка на бяло поле h3 · бяла пешка на бяло поле e2 · черна пешка на черно поле f2 · бяла пешка на черно поле h2 · бял цар на черно поле c1 | бял кон на черно поле e5 · бял офицер на черно поле a3 · черен цар на черно поле c3 · черна пешка на бяло поле f3 · черна пешка на бяло поле h3 · бяла пешка на бяло поле e2 · черна пешка на черно поле f2 · бяла пешка на черно поле h2 · бял цар на черно поле c1 | бял кон на черно поле e5 · бял офицер на черно поле a3 · черен цар на черно поле c3 · черна пешка на бяло поле f3 · черна пешка на бяло поле h3 · бяла пешка на бяло поле e2 · черна пешка на черно поле f2 · бяла пешка на черно поле h2 · бял цар на черно поле c1 | бял кон на черно поле e5 · бял офицер на черно поле a3 · черен цар на черно поле c3 · черна пешка на бяло поле f3 · черна пешка на бяло поле h3 · бяла пешка на бяло поле e2 · черна пешка на черно поле f2 · бяла пешка на черно поле h2 · бял цар на черно поле c1 | 2 |
| 1 | бял кон на черно поле e5 · бял офицер на черно поле a3 · черен цар на черно поле c3 · черна пешка на бяло поле f3 · черна пешка на бяло поле h3 · бяла пешка на бяло поле e2 · черна пешка на черно поле f2 · бяла пешка на черно поле h2 · бял цар на черно поле c1 | бял кон на черно поле e5 · бял офицер на черно поле a3 · черен цар на черно поле c3 · черна пешка на бяло поле f3 · черна пешка на бяло поле h3 · бяла пешка на бяло поле e2 · черна пешка на черно поле f2 · бяла пешка на черно поле h2 · бял цар на черно поле c1 | бял кон на черно поле e5 · бял офицер на черно поле a3 · черен цар на черно поле c3 · черна пешка на бяло поле f3 · черна пешка на бяло поле h3 · бяла пешка на бяло поле e2 · черна пешка на черно поле f2 · бяла пешка на черно поле h2 · бял цар на черно поле c1 | бял кон на черно поле e5 · бял офицер на черно поле a3 · черен цар на черно поле c3 · черна пешка на бяло поле f3 · черна пешка на бяло поле h3 · бяла пешка на бяло поле e2 · черна пешка на черно поле f2 · бяла пешка на черно поле h2 · бял цар на черно поле c1 | бял кон на черно поле e5 · бял офицер на черно поле a3 · черен цар на черно поле c3 · черна пешка на бяло поле f3 · черна пешка на бяло поле h3 · бяла пешка на бяло поле e2 · черна пешка на черно поле f2 · бяла пешка на черно поле h2 · бял цар на черно поле c1 | бял кон на черно поле e5 · бял офицер на черно поле a3 · черен цар на черно поле c3 · черна пешка на бяло поле f3 · черна пешка на бяло поле h3 · бяла пешка на бяло поле e2 · черна пешка на черно поле f2 · бяла пешка на черно поле h2 · бял цар на черно поле c1 | бял кон на черно поле e5 · бял офицер на черно поле a3 · черен цар на черно поле c3 · черна пешка на бяло поле f3 · черна пешка на бяло поле h3 · бяла пешка на бяло поле e2 · черна пешка на черно поле f2 · бяла пешка на черно поле h2 · бял цар на черно поле c1 | бял кон на черно поле e5 · бял офицер на черно поле a3 · черен цар на черно поле c3 · черна пешка на бяло поле f3 · черна пешка на бяло поле h3 · бяла пешка на бяло поле e2 · черна пешка на черно поле f2 · бяла пешка на черно поле h2 · бял цар на черно поле c1 | 1 |
|   | a | b | c | d | e | f | g | h |   |

Решение на етюд 3: 
1. Оb4+! Цb3! (1 … Ц:b4 2. Кd3+ Цс3 3.К:f2 fe 4.Ке4+ Цd3 5.Кf2+ Кре3 6.Кg4+ с вечен шах) 2. К:f3!! f1Д+ 3.Ое1 Дg2 (друг изход за дамата няма) 4. Оg3 Цс3 5.Цd1 – дамата не може да се измъкне от клетката. Позиционно реми при материално преимущество на черните.
|   | a | b | c | d | e | f | g | h |   |
| 8 | черна пешка на черно поле a7 · бял офицер на черно поле e7 · черна пешка на бяло поле h7 · бяла пешка на черно поле b6 · бяла пешка на черно поле h6 · бяла пешка на бяло поле d5 · черен топ на черно поле f4 · черен цар на бяло поле d3 · бял цар на черно поле g1 | черна пешка на черно поле a7 · бял офицер на черно поле e7 · черна пешка на бяло поле h7 · бяла пешка на черно поле b6 · бяла пешка на черно поле h6 · бяла пешка на бяло поле d5 · черен топ на черно поле f4 · черен цар на бяло поле d3 · бял цар на черно поле g1 | черна пешка на черно поле a7 · бял офицер на черно поле e7 · черна пешка на бяло поле h7 · бяла пешка на черно поле b6 · бяла пешка на черно поле h6 · бяла пешка на бяло поле d5 · черен топ на черно поле f4 · черен цар на бяло поле d3 · бял цар на черно поле g1 | черна пешка на черно поле a7 · бял офицер на черно поле e7 · черна пешка на бяло поле h7 · бяла пешка на черно поле b6 · бяла пешка на черно поле h6 · бяла пешка на бяло поле d5 · черен топ на черно поле f4 · черен цар на бяло поле d3 · бял цар на черно поле g1 | черна пешка на черно поле a7 · бял офицер на черно поле e7 · черна пешка на бяло поле h7 · бяла пешка на черно поле b6 · бяла пешка на черно поле h6 · бяла пешка на бяло поле d5 · черен топ на черно поле f4 · черен цар на бяло поле d3 · бял цар на черно поле g1 | черна пешка на черно поле a7 · бял офицер на черно поле e7 · черна пешка на бяло поле h7 · бяла пешка на черно поле b6 · бяла пешка на черно поле h6 · бяла пешка на бяло поле d5 · черен топ на черно поле f4 · черен цар на бяло поле d3 · бял цар на черно поле g1 | черна пешка на черно поле a7 · бял офицер на черно поле e7 · черна пешка на бяло поле h7 · бяла пешка на черно поле b6 · бяла пешка на черно поле h6 · бяла пешка на бяло поле d5 · черен топ на черно поле f4 · черен цар на бяло поле d3 · бял цар на черно поле g1 | черна пешка на черно поле a7 · бял офицер на черно поле e7 · черна пешка на бяло поле h7 · бяла пешка на черно поле b6 · бяла пешка на черно поле h6 · бяла пешка на бяло поле d5 · черен топ на черно поле f4 · черен цар на бяло поле d3 · бял цар на черно поле g1 | 8 |
| 7 | черна пешка на черно поле a7 · бял офицер на черно поле e7 · черна пешка на бяло поле h7 · бяла пешка на черно поле b6 · бяла пешка на черно поле h6 · бяла пешка на бяло поле d5 · черен топ на черно поле f4 · черен цар на бяло поле d3 · бял цар на черно поле g1 | черна пешка на черно поле a7 · бял офицер на черно поле e7 · черна пешка на бяло поле h7 · бяла пешка на черно поле b6 · бяла пешка на черно поле h6 · бяла пешка на бяло поле d5 · черен топ на черно поле f4 · черен цар на бяло поле d3 · бял цар на черно поле g1 | черна пешка на черно поле a7 · бял офицер на черно поле e7 · черна пешка на бяло поле h7 · бяла пешка на черно поле b6 · бяла пешка на черно поле h6 · бяла пешка на бяло поле d5 · черен топ на черно поле f4 · черен цар на бяло поле d3 · бял цар на черно поле g1 | черна пешка на черно поле a7 · бял офицер на черно поле e7 · черна пешка на бяло поле h7 · бяла пешка на черно поле b6 · бяла пешка на черно поле h6 · бяла пешка на бяло поле d5 · черен топ на черно поле f4 · черен цар на бяло поле d3 · бял цар на черно поле g1 | черна пешка на черно поле a7 · бял офицер на черно поле e7 · черна пешка на бяло поле h7 · бяла пешка на черно поле b6 · бяла пешка на черно поле h6 · бяла пешка на бяло поле d5 · черен топ на черно поле f4 · черен цар на бяло поле d3 · бял цар на черно поле g1 | черна пешка на черно поле a7 · бял офицер на черно поле e7 · черна пешка на бяло поле h7 · бяла пешка на черно поле b6 · бяла пешка на черно поле h6 · бяла пешка на бяло поле d5 · черен топ на черно поле f4 · черен цар на бяло поле d3 · бял цар на черно поле g1 | черна пешка на черно поле a7 · бял офицер на черно поле e7 · черна пешка на бяло поле h7 · бяла пешка на черно поле b6 · бяла пешка на черно поле h6 · бяла пешка на бяло поле d5 · черен топ на черно поле f4 · черен цар на бяло поле d3 · бял цар на черно поле g1 | черна пешка на черно поле a7 · бял офицер на черно поле e7 · черна пешка на бяло поле h7 · бяла пешка на черно поле b6 · бяла пешка на черно поле h6 · бяла пешка на бяло поле d5 · черен топ на черно поле f4 · черен цар на бяло поле d3 · бял цар на черно поле g1 | 7 |
| 6 | черна пешка на черно поле a7 · бял офицер на черно поле e7 · черна пешка на бяло поле h7 · бяла пешка на черно поле b6 · бяла пешка на черно поле h6 · бяла пешка на бяло поле d5 · черен топ на черно поле f4 · черен цар на бяло поле d3 · бял цар на черно поле g1 | черна пешка на черно поле a7 · бял офицер на черно поле e7 · черна пешка на бяло поле h7 · бяла пешка на черно поле b6 · бяла пешка на черно поле h6 · бяла пешка на бяло поле d5 · черен топ на черно поле f4 · черен цар на бяло поле d3 · бял цар на черно поле g1 | черна пешка на черно поле a7 · бял офицер на черно поле e7 · черна пешка на бяло поле h7 · бяла пешка на черно поле b6 · бяла пешка на черно поле h6 · бяла пешка на бяло поле d5 · черен топ на черно поле f4 · черен цар на бяло поле d3 · бял цар на черно поле g1 | черна пешка на черно поле a7 · бял офицер на черно поле e7 · черна пешка на бяло поле h7 · бяла пешка на черно поле b6 · бяла пешка на черно поле h6 · бяла пешка на бяло поле d5 · черен топ на черно поле f4 · черен цар на бяло поле d3 · бял цар на черно поле g1 | черна пешка на черно поле a7 · бял офицер на черно поле e7 · черна пешка на бяло поле h7 · бяла пешка на черно поле b6 · бяла пешка на черно поле h6 · бяла пешка на бяло поле d5 · черен топ на черно поле f4 · черен цар на бяло поле d3 · бял цар на черно поле g1 | черна пешка на черно поле a7 · бял офицер на черно поле e7 · черна пешка на бяло поле h7 · бяла пешка на черно поле b6 · бяла пешка на черно поле h6 · бяла пешка на бяло поле d5 · черен топ на черно поле f4 · черен цар на бяло поле d3 · бял цар на черно поле g1 | черна пешка на черно поле a7 · бял офицер на черно поле e7 · черна пешка на бяло поле h7 · бяла пешка на черно поле b6 · бяла пешка на черно поле h6 · бяла пешка на бяло поле d5 · черен топ на черно поле f4 · черен цар на бяло поле d3 · бял цар на черно поле g1 | черна пешка на черно поле a7 · бял офицер на черно поле e7 · черна пешка на бяло поле h7 · бяла пешка на черно поле b6 · бяла пешка на черно поле h6 · бяла пешка на бяло поле d5 · черен топ на черно поле f4 · черен цар на бяло поле d3 · бял цар на черно поле g1 | 6 |
| 5 | черна пешка на черно поле a7 · бял офицер на черно поле e7 · черна пешка на бяло поле h7 · бяла пешка на черно поле b6 · бяла пешка на черно поле h6 · бяла пешка на бяло поле d5 · черен топ на черно поле f4 · черен цар на бяло поле d3 · бял цар на черно поле g1 | черна пешка на черно поле a7 · бял офицер на черно поле e7 · черна пешка на бяло поле h7 · бяла пешка на черно поле b6 · бяла пешка на черно поле h6 · бяла пешка на бяло поле d5 · черен топ на черно поле f4 · черен цар на бяло поле d3 · бял цар на черно поле g1 | черна пешка на черно поле a7 · бял офицер на черно поле e7 · черна пешка на бяло поле h7 · бяла пешка на черно поле b6 · бяла пешка на черно поле h6 · бяла пешка на бяло поле d5 · черен топ на черно поле f4 · черен цар на бяло поле d3 · бял цар на черно поле g1 | черна пешка на черно поле a7 · бял офицер на черно поле e7 · черна пешка на бяло поле h7 · бяла пешка на черно поле b6 · бяла пешка на черно поле h6 · бяла пешка на бяло поле d5 · черен топ на черно поле f4 · черен цар на бяло поле d3 · бял цар на черно поле g1 | черна пешка на черно поле a7 · бял офицер на черно поле e7 · черна пешка на бяло поле h7 · бяла пешка на черно поле b6 · бяла пешка на черно поле h6 · бяла пешка на бяло поле d5 · черен топ на черно поле f4 · черен цар на бяло поле d3 · бял цар на черно поле g1 | черна пешка на черно поле a7 · бял офицер на черно поле e7 · черна пешка на бяло поле h7 · бяла пешка на черно поле b6 · бяла пешка на черно поле h6 · бяла пешка на бяло поле d5 · черен топ на черно поле f4 · черен цар на бяло поле d3 · бял цар на черно поле g1 | черна пешка на черно поле a7 · бял офицер на черно поле e7 · черна пешка на бяло поле h7 · бяла пешка на черно поле b6 · бяла пешка на черно поле h6 · бяла пешка на бяло поле d5 · черен топ на черно поле f4 · черен цар на бяло поле d3 · бял цар на черно поле g1 | черна пешка на черно поле a7 · бял офицер на черно поле e7 · черна пешка на бяло поле h7 · бяла пешка на черно поле b6 · бяла пешка на черно поле h6 · бяла пешка на бяло поле d5 · черен топ на черно поле f4 · черен цар на бяло поле d3 · бял цар на черно поле g1 | 5 |
| 4 | черна пешка на черно поле a7 · бял офицер на черно поле e7 · черна пешка на бяло поле h7 · бяла пешка на черно поле b6 · бяла пешка на черно поле h6 · бяла пешка на бяло поле d5 · черен топ на черно поле f4 · черен цар на бяло поле d3 · бял цар на черно поле g1 | черна пешка на черно поле a7 · бял офицер на черно поле e7 · черна пешка на бяло поле h7 · бяла пешка на черно поле b6 · бяла пешка на черно поле h6 · бяла пешка на бяло поле d5 · черен топ на черно поле f4 · черен цар на бяло поле d3 · бял цар на черно поле g1 | черна пешка на черно поле a7 · бял офицер на черно поле e7 · черна пешка на бяло поле h7 · бяла пешка на черно поле b6 · бяла пешка на черно поле h6 · бяла пешка на бяло поле d5 · черен топ на черно поле f4 · черен цар на бяло поле d3 · бял цар на черно поле g1 | черна пешка на черно поле a7 · бял офицер на черно поле e7 · черна пешка на бяло поле h7 · бяла пешка на черно поле b6 · бяла пешка на черно поле h6 · бяла пешка на бяло поле d5 · черен топ на черно поле f4 · черен цар на бяло поле d3 · бял цар на черно поле g1 | черна пешка на черно поле a7 · бял офицер на черно поле e7 · черна пешка на бяло поле h7 · бяла пешка на черно поле b6 · бяла пешка на черно поле h6 · бяла пешка на бяло поле d5 · черен топ на черно поле f4 · черен цар на бяло поле d3 · бял цар на черно поле g1 | черна пешка на черно поле a7 · бял офицер на черно поле e7 · черна пешка на бяло поле h7 · бяла пешка на черно поле b6 · бяла пешка на черно поле h6 · бяла пешка на бяло поле d5 · черен топ на черно поле f4 · черен цар на бяло поле d3 · бял цар на черно поле g1 | черна пешка на черно поле a7 · бял офицер на черно поле e7 · черна пешка на бяло поле h7 · бяла пешка на черно поле b6 · бяла пешка на черно поле h6 · бяла пешка на бяло поле d5 · черен топ на черно поле f4 · черен цар на бяло поле d3 · бял цар на черно поле g1 | черна пешка на черно поле a7 · бял офицер на черно поле e7 · черна пешка на бяло поле h7 · бяла пешка на черно поле b6 · бяла пешка на черно поле h6 · бяла пешка на бяло поле d5 · черен топ на черно поле f4 · черен цар на бяло поле d3 · бял цар на черно поле g1 | 4 |
| 3 | черна пешка на черно поле a7 · бял офицер на черно поле e7 · черна пешка на бяло поле h7 · бяла пешка на черно поле b6 · бяла пешка на черно поле h6 · бяла пешка на бяло поле d5 · черен топ на черно поле f4 · черен цар на бяло поле d3 · бял цар на черно поле g1 | черна пешка на черно поле a7 · бял офицер на черно поле e7 · черна пешка на бяло поле h7 · бяла пешка на черно поле b6 · бяла пешка на черно поле h6 · бяла пешка на бяло поле d5 · черен топ на черно поле f4 · черен цар на бяло поле d3 · бял цар на черно поле g1 | черна пешка на черно поле a7 · бял офицер на черно поле e7 · черна пешка на бяло поле h7 · бяла пешка на черно поле b6 · бяла пешка на черно поле h6 · бяла пешка на бяло поле d5 · черен топ на черно поле f4 · черен цар на бяло поле d3 · бял цар на черно поле g1 | черна пешка на черно поле a7 · бял офицер на черно поле e7 · черна пешка на бяло поле h7 · бяла пешка на черно поле b6 · бяла пешка на черно поле h6 · бяла пешка на бяло поле d5 · черен топ на черно поле f4 · черен цар на бяло поле d3 · бял цар на черно поле g1 | черна пешка на черно поле a7 · бял офицер на черно поле e7 · черна пешка на бяло поле h7 · бяла пешка на черно поле b6 · бяла пешка на черно поле h6 · бяла пешка на бяло поле d5 · черен топ на черно поле f4 · черен цар на бяло поле d3 · бял цар на черно поле g1 | черна пешка на черно поле a7 · бял офицер на черно поле e7 · черна пешка на бяло поле h7 · бяла пешка на черно поле b6 · бяла пешка на черно поле h6 · бяла пешка на бяло поле d5 · черен топ на черно поле f4 · черен цар на бяло поле d3 · бял цар на черно поле g1 | черна пешка на черно поле a7 · бял офицер на черно поле e7 · черна пешка на бяло поле h7 · бяла пешка на черно поле b6 · бяла пешка на черно поле h6 · бяла пешка на бяло поле d5 · черен топ на черно поле f4 · черен цар на бяло поле d3 · бял цар на черно поле g1 | черна пешка на черно поле a7 · бял офицер на черно поле e7 · черна пешка на бяло поле h7 · бяла пешка на черно поле b6 · бяла пешка на черно поле h6 · бяла пешка на бяло поле d5 · черен топ на черно поле f4 · черен цар на бяло поле d3 · бял цар на черно поле g1 | 3 |
| 2 | черна пешка на черно поле a7 · бял офицер на черно поле e7 · черна пешка на бяло поле h7 · бяла пешка на черно поле b6 · бяла пешка на черно поле h6 · бяла пешка на бяло поле d5 · черен топ на черно поле f4 · черен цар на бяло поле d3 · бял цар на черно поле g1 | черна пешка на черно поле a7 · бял офицер на черно поле e7 · черна пешка на бяло поле h7 · бяла пешка на черно поле b6 · бяла пешка на черно поле h6 · бяла пешка на бяло поле d5 · черен топ на черно поле f4 · черен цар на бяло поле d3 · бял цар на черно поле g1 | черна пешка на черно поле a7 · бял офицер на черно поле e7 · черна пешка на бяло поле h7 · бяла пешка на черно поле b6 · бяла пешка на черно поле h6 · бяла пешка на бяло поле d5 · черен топ на черно поле f4 · черен цар на бяло поле d3 · бял цар на черно поле g1 | черна пешка на черно поле a7 · бял офицер на черно поле e7 · черна пешка на бяло поле h7 · бяла пешка на черно поле b6 · бяла пешка на черно поле h6 · бяла пешка на бяло поле d5 · черен топ на черно поле f4 · черен цар на бяло поле d3 · бял цар на черно поле g1 | черна пешка на черно поле a7 · бял офицер на черно поле e7 · черна пешка на бяло поле h7 · бяла пешка на черно поле b6 · бяла пешка на черно поле h6 · бяла пешка на бяло поле d5 · черен топ на черно поле f4 · черен цар на бяло поле d3 · бял цар на черно поле g1 | черна пешка на черно поле a7 · бял офицер на черно поле e7 · черна пешка на бяло поле h7 · бяла пешка на черно поле b6 · бяла пешка на черно поле h6 · бяла пешка на бяло поле d5 · черен топ на черно поле f4 · черен цар на бяло поле d3 · бял цар на черно поле g1 | черна пешка на черно поле a7 · бял офицер на черно поле e7 · черна пешка на бяло поле h7 · бяла пешка на черно поле b6 · бяла пешка на черно поле h6 · бяла пешка на бяло поле d5 · черен топ на черно поле f4 · черен цар на бяло поле d3 · бял цар на черно поле g1 | черна пешка на черно поле a7 · бял офицер на черно поле e7 · черна пешка на бяло поле h7 · бяла пешка на черно поле b6 · бяла пешка на черно поле h6 · бяла пешка на бяло поле d5 · черен топ на черно поле f4 · черен цар на бяло поле d3 · бял цар на черно поле g1 | 2 |
| 1 | черна пешка на черно поле a7 · бял офицер на черно поле e7 · черна пешка на бяло поле h7 · бяла пешка на черно поле b6 · бяла пешка на черно поле h6 · бяла пешка на бяло поле d5 · черен топ на черно поле f4 · черен цар на бяло поле d3 · бял цар на черно поле g1 | черна пешка на черно поле a7 · бял офицер на черно поле e7 · черна пешка на бяло поле h7 · бяла пешка на черно поле b6 · бяла пешка на черно поле h6 · бяла пешка на бяло поле d5 · черен топ на черно поле f4 · черен цар на бяло поле d3 · бял цар на черно поле g1 | черна пешка на черно поле a7 · бял офицер на черно поле e7 · черна пешка на бяло поле h7 · бяла пешка на черно поле b6 · бяла пешка на черно поле h6 · бяла пешка на бяло поле d5 · черен топ на черно поле f4 · черен цар на бяло поле d3 · бял цар на черно поле g1 | черна пешка на черно поле a7 · бял офицер на черно поле e7 · черна пешка на бяло поле h7 · бяла пешка на черно поле b6 · бяла пешка на черно поле h6 · бяла пешка на бяло поле d5 · черен топ на черно поле f4 · черен цар на бяло поле d3 · бял цар на черно поле g1 | черна пешка на черно поле a7 · бял офицер на черно поле e7 · черна пешка на бяло поле h7 · бяла пешка на черно поле b6 · бяла пешка на черно поле h6 · бяла пешка на бяло поле d5 · черен топ на черно поле f4 · черен цар на бяло поле d3 · бял цар на черно поле g1 | черна пешка на черно поле a7 · бял офицер на черно поле e7 · черна пешка на бяло поле h7 · бяла пешка на черно поле b6 · бяла пешка на черно поле h6 · бяла пешка на бяло поле d5 · черен топ на черно поле f4 · черен цар на бяло поле d3 · бял цар на черно поле g1 | черна пешка на черно поле a7 · бял офицер на черно поле e7 · черна пешка на бяло поле h7 · бяла пешка на черно поле b6 · бяла пешка на черно поле h6 · бяла пешка на бяло поле d5 · черен топ на черно поле f4 · черен цар на бяло поле d3 · бял цар на черно поле g1 | черна пешка на черно поле a7 · бял офицер на черно поле e7 · черна пешка на бяло поле h7 · бяла пешка на черно поле b6 · бяла пешка на черно поле h6 · бяла пешка на бяло поле d5 · черен топ на черно поле f4 · черен цар на бяло поле d3 · бял цар на черно поле g1 | 1 |
|   | a | b | c | d | e | f | g | h |   |

Решение на етюд 4:
1. b7 Тg4+ 
2. Цf2 Тg8 
3. d6 Цс4 
4. d7 Цb5 
5. d8Д Т:d8 
6. О:d8 Ца6 
7. b8О!! Подтрансформация и печалба. Например след 7. ... Цb7 8. Ое5 Цс8 9. Ое7 Цd7 10. О7d6 Це6 11. Цf3 a5 12. Цf4 a4 13. Оа3 Цf7 14. Цf5 Цg8 15. Цf6! Цh8 16. Цf7 мат.
Не бива 7. b8К +? Цb7 8. Кd7 Цс8 9. Кf6 Ц:d8 10. К:h7 Це7! 11. Кg5 Цf6 с равенство. Също така не трябва 7. Цf3 Ц:b7 8. Цf4 Цс8 9. Оа5 Цd7 10. Цf5 Це8 11. Цf6 Цf8 с равенство.
Друго интересно изследване на Троицки може да се намери под пример за вилка на топ.